# Phyllocnistis liquidambarisella
Phyllocnistis liquidambarisella är en fjärilsart som beskrevs av Victor Toucey Chambers 1875. Phyllocnistis liquidambarisella ingår i släktet Phyllocnistis och familjen styltmalar. Inga underarter finns listade i Catalogue of Life.